# Tobalaba (station)
Tobalaba är en tunnelbanestation i tunnelbanesystemet Metro de Santiago i Santiago, Chile. Stationen är en av två ändstationer på linje 4 (den andra är Plaza de Puente Alto). Nästföljande station på linje 1 i riktning mot Escuela Militar är El Golf och i riktning mot San Pablo är Los Leones. På linje 4 är nästföljande station Cristóbal Colón.